# Christian Jacobæus (ingenjör)
Anton Christian Jacobæus, född 15 juni 1911 i Oscars församling i Stockholm, död 24 januari 1988 i Västerleds församling i Stockholm, var en svensk ingenjör inom elektroteknik som bland annat bidragit till att vidareutveckla telefonväxlars konstruktion.
Jacobæus blev civilingenjör i elektroteknik vid Kungliga Tekniska högskolan (KTH) 1933. Han började arbeta vid Ericsson 1935, där han stannade hela sitt yrkesverksamma liv. Hans viktigaste insats vid Ericsson gällde koordinatväljare, en fundamental komponent i telefonväxlar av en viss konstruktionsprincip. Jacobæus hade kartlagt olika typer av länksystem och skapade en praktisk metod att dimensionera koordinatväljarsystemen. Han blev teknologie doktor vid KTH 1950 på avhandlingen A study on congestion in link systems, som baserade sig på hans forskning kring teletrafik i länksystemen.
1950 blev Jacobæus chef för Ericssons utvecklingsavdelning, och 1953 till 1976 var han teknisk direktör med övergripande ansvar för all teknisk verksamhet inom Ericsson-koncernen, från 1963 till 1976 som vice verkställande direktör. Han var författare eller medförfattare till cirka 15 patent. Efter pensioneringen år 1976 arbetade han kvar på Ericsson som konsult fram till 1985.
Han var ledamot av Kungliga Ingenjörsvetenskapsakademien (IVA) från 1957, och var dess vice ordförande 1979 till 1981. Från 1974 var han ledamot av Kungliga Vetenskapsakademien, och från 1977 ledamot (fellow) av IEEE.
1976 tilldelades han Ingenjörsvetenskapsakademiens stora guldmedalj "för hans forsknings- och utvecklingsinsatser inom telekommunikationsområdet". 1979 tilldelades han IEEE:s utmärkelse Alexander Graham Bell-medaljen, och var den förste utlänning som fick denna utmärkelse.
Jacobæus har även författat vissa teknikhistoriska arbeten om den tekniska utvecklingen vid Ericsson. Jacobæus översatte också Conny Palms tyskspråkiga doktorsavhandling från 1943 (Intensitätsschwankungen im Fernsprechverkehr), som betraktas som ett pionjärarbete och standardverk i teletrafikteori, till engelska som Intensity Variations in Telephone Traffic. Den utkom 1988, en kort tid före Jacobæus död.
Christian Jacobæus var son till medicinprofessorn Hans Christian Jacobæus.